# Бледа лисица
Бледа лисица (Vulpes pallida) е хищен бозайник от семейство Кучеви.

## Подвидове
- Vulpes pallida pallida
- Vulpes pallida cyrenaica
- Vulpes pallida edwardsi
- Vulpes pallida harterti
- Vulpes pallida oertzeni

## Физически характеристики
Бледата лисица е с дълго тяло, относително къси крака и тясна муцуна. Ушите ѝ са дълги и заоблени на върха. Опашката е гъста и с черни връхчета. Горната част на тялото е бледо пясъчен цвят, докато долната е белезникава. Около очите има черен пръстен.

## Разпространение
Бледата лисица е разпространена широко в полупустинния район Сахел в страните от Сенегал до Судан.